# KeyHole-12

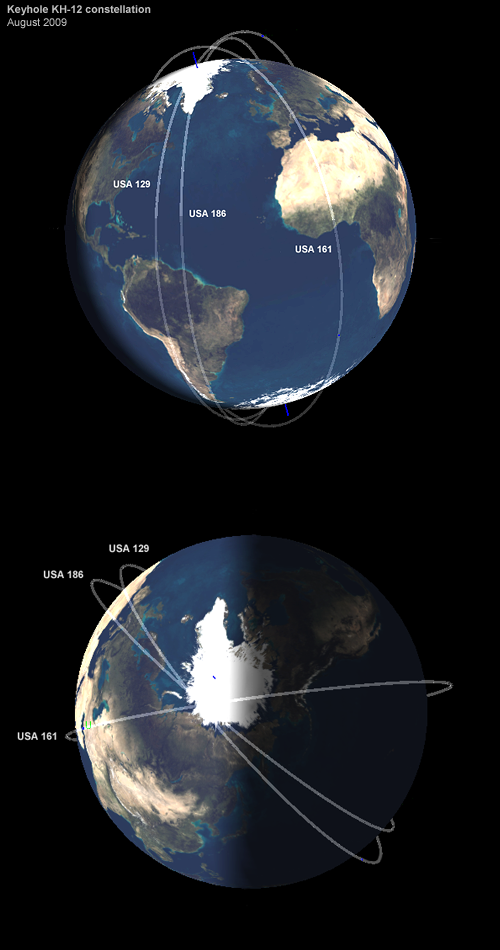
Konstelacja satelitów KH-12 - stan na sierpień 2009

KeyHole-12 (KH-12) – nieoficjalna nazwa serii amerykańskich satelitów rozpoznawczych, następców serii KH-11 KENNAN ("Crystal"). Podobnie jak one, KH-12 wykorzystują obrazowanie cyfrowe. Do ulepszeń należą, prawdopodobnie, możliwość podsłuchiwania sygnałów radiowych, szersze spektrum obrazowanych fal elektromagnetycznych (zwiększone o podczerwień), możliwość uzupełniania paliwa na orbicie. Produkowane przez firmę Lockheed Martin Space Systems.
Oznaczenie KH-12 jest nieoficjalne. National Reconnaissance Office od pewnego czasu oznacza satelity w sposób przypadkowy po tym, jak zaczęto publicznie używać nazw KH-8 GAMBIT, KH-9 HEXAGON, czy KH-11. Innymi obiegowymi nazwami są: Improved Crystal, Advanced KENNAN, Ikon. Ponadto satelity kwalifikuje się również często jako KH-11 Block 3 i Block 4.

## Charakterystyka

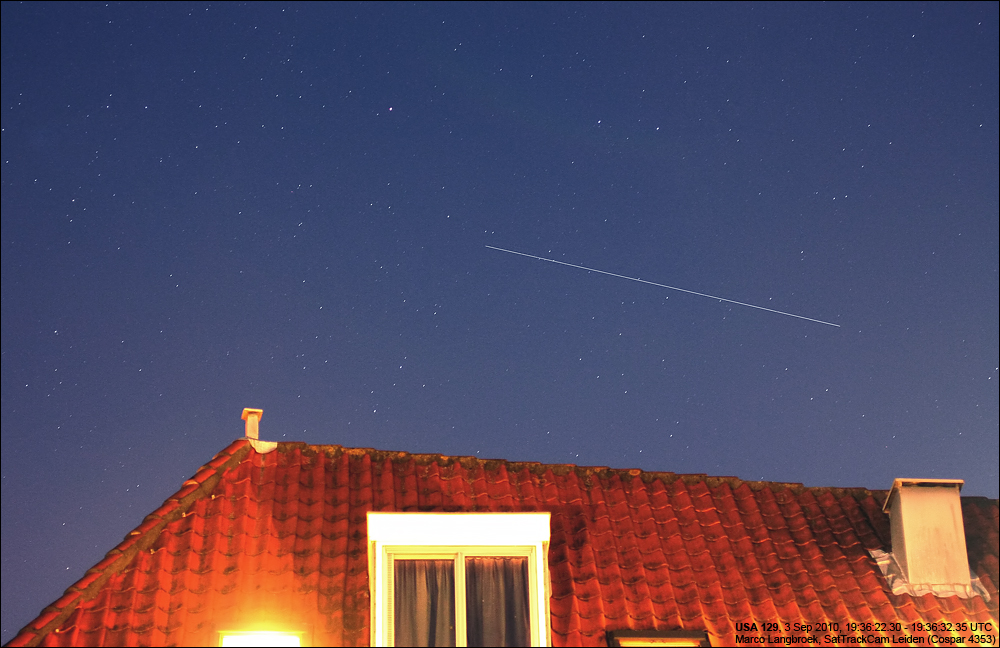
Satelita KH-12 3 (USA-129) przelatujący nad holenderskim Leiden, 3 września 2010

Pojedynczy satelita ma masę około 19 600 kilogramów. Wykonują zdjęcia z rozdzielczością ok. 15 cm lub lepszą. Uważa się, że podobnie jak KH-11 wykorzystują duże zwierciadło (2,9-3,1 metra) do zbierania światła. Wielkością i kształtem mogą przypominać Kosmiczny Teleskop Hubble’a. Teleskop satelity ma układ Cassegraina, ze zwierciadłem wtórnym ruchomym w znacznym zakresie kątów, co umożliwia satelicie obrazowanie powierzchni Ziemi pod nietypowymi dla innych statków kątami. Techniczne możliwości mają pozwalać na wykonywanie zdjęć co 5 sekund.
Koszt jednego statku wynosił od 1,25 do 1,75 miliarda USD (w tym około 0,4 mld USD kosztów wyniesienia na orbitę), w latach 90. XX wieku, a według siły nabywczej dolara amerykańskiego z roku 2011, od 2,1 do 2,94 miliarda USD.
Przesyłanie danych odbywa się poprzez sieć satelitów łącznościowych Satellite Data System, MILSTAR lub Tracking and Data Relay Satellite System.

## Chronologia startów
- KH-12 1 (USA-86) – wyniesiony 28 listopada 1992
- KH-12 2 (USA-116) – wyniesiony 5 grudnia 1995
- KH-12 3 (USA-129, NROL-2) – wyniesiony 20 grudnia 1996
- KH-12 4 (USA-161, NROL-14) – wyniesiony 5 października 2001
- KH-12 5 (USA-186, NROL-20) – wystrzelony 19 października 2005
- KH-12 6 (USA-224, NROL-49) – wystrzelony 20 stycznia 2011